# Svenska Missionskyrkans Ungdom

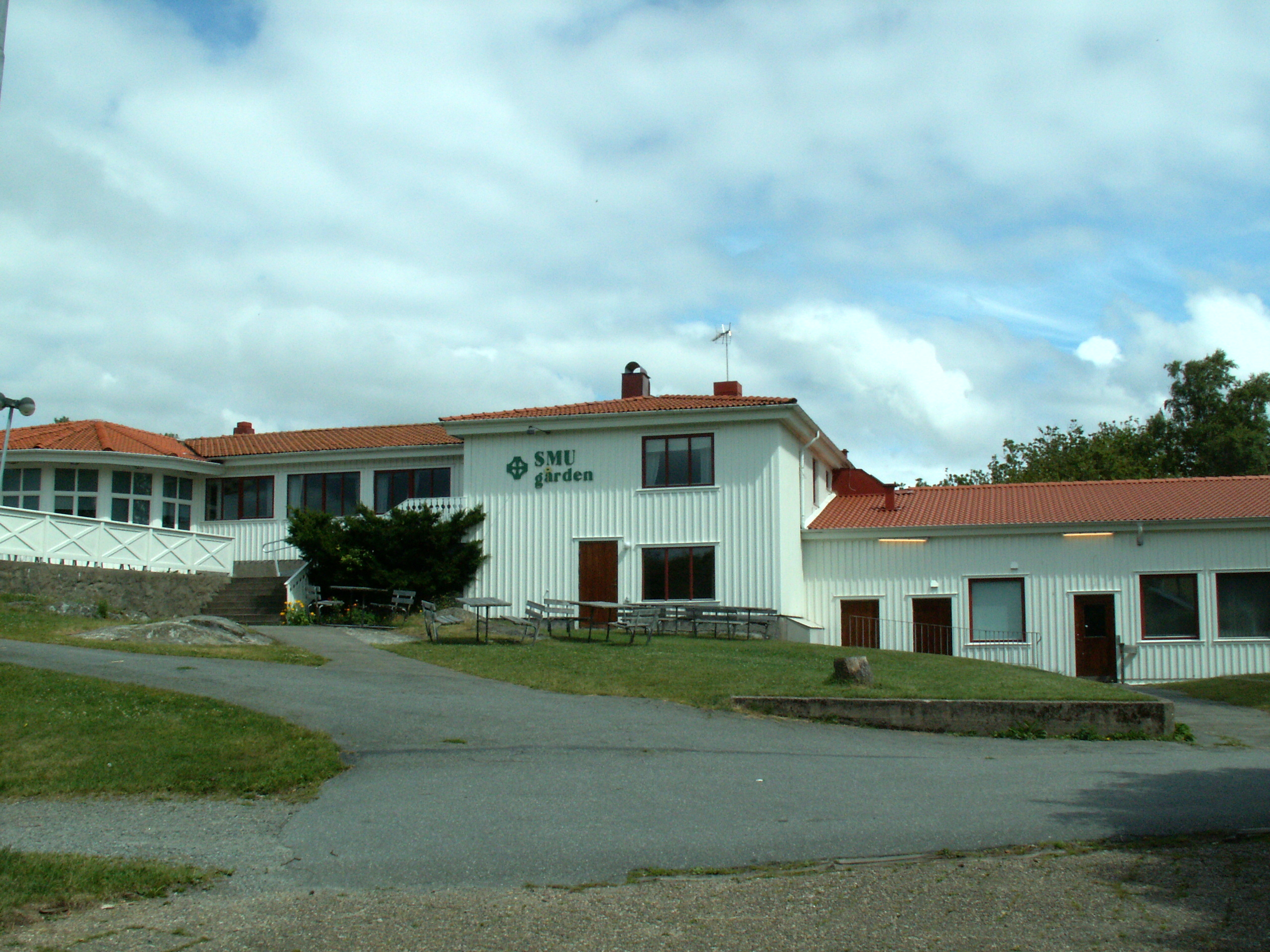
SMU-gården på Donsö.

För scoutverksamheten, se SMU Scout.
Svenska Missionskyrkans Ungdom (SMU), tidigare Svenska Missionsförbundets Ungdom, var en självständig kristen barn- och ungdomsrörelse inom Svenska Missionskyrkan (tidigare Svenska Missionsförbundet) som vid dess upphörande hade drygt 33 000 medlemmar i över 500 lokala föreningar. SMU bedrev ungdomsaktiviteter i ett flertal former med inriktningar på bland annat musik, konfirmation och scouting. SMU Scout var Sveriges näst största scoutförbund med cirka 10 600 medlemmar 2012.
SMU:s högsta beslutande organ var riksmötet som bestod av valda ombud från de lokala föreningarna och de sju distrikten. Riksmötet valde den ideella SMU-styrelsen och förbundssekreteraren som var chefstjänsteman. Siste förbundssekreterare var Patric Forsling. De sju distrikten inom SMU sammanföll med Svenska Missionskyrkans.
Under flera år pågick inom SMU en diskussion om samgående mellan Svenska Baptisternas Ungdomsförbund (SBUF) och Metodistkyrkans Ungdomsförbund (MKU). Under riksmötet 2006 antogs en avsiktsförklaring om att 2008 gå samman i en federation med dessa två. Den nya ungdomsfederationen går under namnet Equmenia (tidigare Vision om Enhet). Den 17 november 2007 bildades den nya federationen tillsammans med SBUF och MKU. Det gemensamma arbetet påbörjades under hösten 2008 och 2012 sammanslogs organisationerna slutgiltigt till Equmenia, dock kvarstår SMU formellt som eget förbund av juridiska skäl och med Equmenia som enda medlem. 

## Organisation

### Riksnivå

#### Riksmötet
SMU:s riksmöte hölls på våren varje år, från början alltid i samband med modersamfundets Generalkonferens helgen före midsommar och senare ofta i samband med Kristihimmelsfärdshelgen. Riksmötet var det högsta beslutande organet inom SMU och beslutade om gemensamma åtaganden och rekommendationer till de lokala föreningarna och distrikten rörande deras barn- och ungdomsarbete. På riksmötet tillsattes även SMU-styrelsens styrelseledamöter, kassör och ordförande.
De sista åren hölls riksmötet ofta gemensamt med Svenska Missionskyrkan (SMK), SBUF, MKU och dessa föreningars modersförbund: Svenska Baptistsamfundet (SBF) och Metodistkyrkan (MK). Dock med separata förhandlingar.
SMU:s sista riksmöten:
- Smaka på framtiden, konstituerande riksstämma för Equmenia i november 2007. Stockholm.
- Fwd:2007, riksmöte i maj 2007. Gemensamt med SBUF och MKU. Örebro.
- Ett-kolon-tre, riksmöte i maj 2006. Gemensamt med SBUF och MKU. Öland.
- Rum för livet, riksmöte i juni 2005. Lidingö.
- I rörelse, riksmöte i juni 2004. Gemensamt med SBUF, MKU, SMK, SBF och MK. Västerås.

#### Styrelsen
SMU-styrelsen tillsattes av riksmötet och bestod av fem ledamöter som valdes i perioder om två år. Av dessa valdes vartannat år två och vartannat år tre ledamöter. Styrelsen valde en av ledamöterna till ordförande, och var den som ledde styrelsens arbete. Siste styrelseordförande var Johan Adolfsson.
Styrelsens uppgift var att vara det organ som tillsammans med förbundssekreteraren genomförde riksmötets beslut och samtidigt beredde frågor inför nästa årsmöte. Till sin hjälp kunde styrelsen tillsätta de utskott som styrelsen fann nödvändiga. Vid SMU:s upphörande fanns det fem utskott under styrelsen: Arbetsutskottet, Scoututskottet, Internationella utskottet, Utvecklingsutskottet och Utbildningsutskottet. Dessa utskott kunde i sin tur tillsätta egna kommittéer, utskott eller arbetsgrupper.
Två av styrelseledamöterna var även medlemmar av Svenska Scoutrådet (SSR), och därigenom SMU Scouts delegater. Även två medlemmar av Scoututskottet satt med som suppleanter vid SSR:s möten.

#### Rikskansliet
SMU:s rikskansli, ofta kallat T8 (Tegnérgatan 8), var det kansli där SMU:s anställda personal arbetade. SMU hade mot slutet fjorton anställda, på hel- eller deltid. De anställda var den nivå som skulle ha kontakt med staten och andra ämbeten på tjänstemannanivå. 
Förbundssekreteraren Patric Forsling var SMU:s främsta ansikte utåt och den person som agerade 'spindeln i nätet'. SMU:s ekonomi och administration sköttes även på denna nivå av en ekonomi-/administrationssekreterare och två expeditionssekreterare. Kontakt med världsscoutförbunden WOSM och WAGGGS, samt kontakt med övriga scoutförbund och SSR leddes av Scoutsekreteraren. SMU:s internationella kontakter organiserades av Internationella sekreteraren. Förutom dessa fanns en rad sekreterare och projektledare för SMU:s olika projekt i Sverige och världen.

### Distriktsnivå
SMU delades under riksnivån in i sju distrikt som sammanföll med Svenska Missionskyrkans distrikt: Mellansvenska distriktet, Mälardalens distrikt, Södra Götalands distrikt, Västra Götalands distrikt, ÖrebroVärmlandDals distrikt, Östra Götalands distrikt samt Övre Norrlands distrikt.
På distriktsnivå organiserades läger och andra mötesplatser för barn- och ungdomsarbetet. Distrikten anordnade även kurser för ledare inom de olika aktiviteterna. Distrikten hade även till uppgift att hjälpa de lokala föreningarnas arbete genom förnyelse och utvecklingsarbete. Distrikten hade likt riksledningen en stab av anställda med olika uppgifter inom ungdomsverksamheten, vilka tjänster de olika distrikten hade varierade från distrikt till distrikt.